# Бюльбюль золотогузий
Бюльбю́ль золотогузий (Alcurus tympanistrigus) — вид горобцеподібних птахів родини бюльбюлевих (Pycnonotidae). Ендемік Індонезії.

## Поширення і екологія
Золотогузі бюльбюлі є ендеміками Суматри. Вони живуть у вологих рівнинних і гірських тропічних лісах. Зустрічаються на висоті від 300 до 1400 м над рівнем моря.

## Збереження
МСОП класифікує стан збереження цього виду як близький до загрозливого. Золотогузим бюльбюлям загрожує знищення природного середовища.